# Császármorzsa

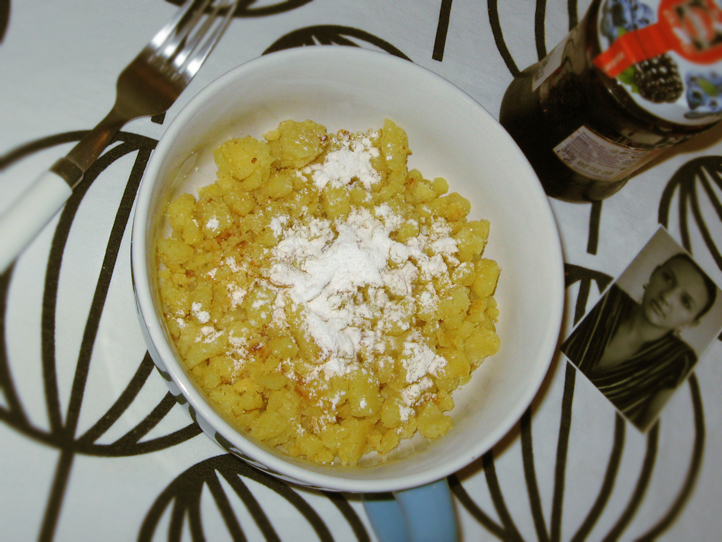
Császármorzsa

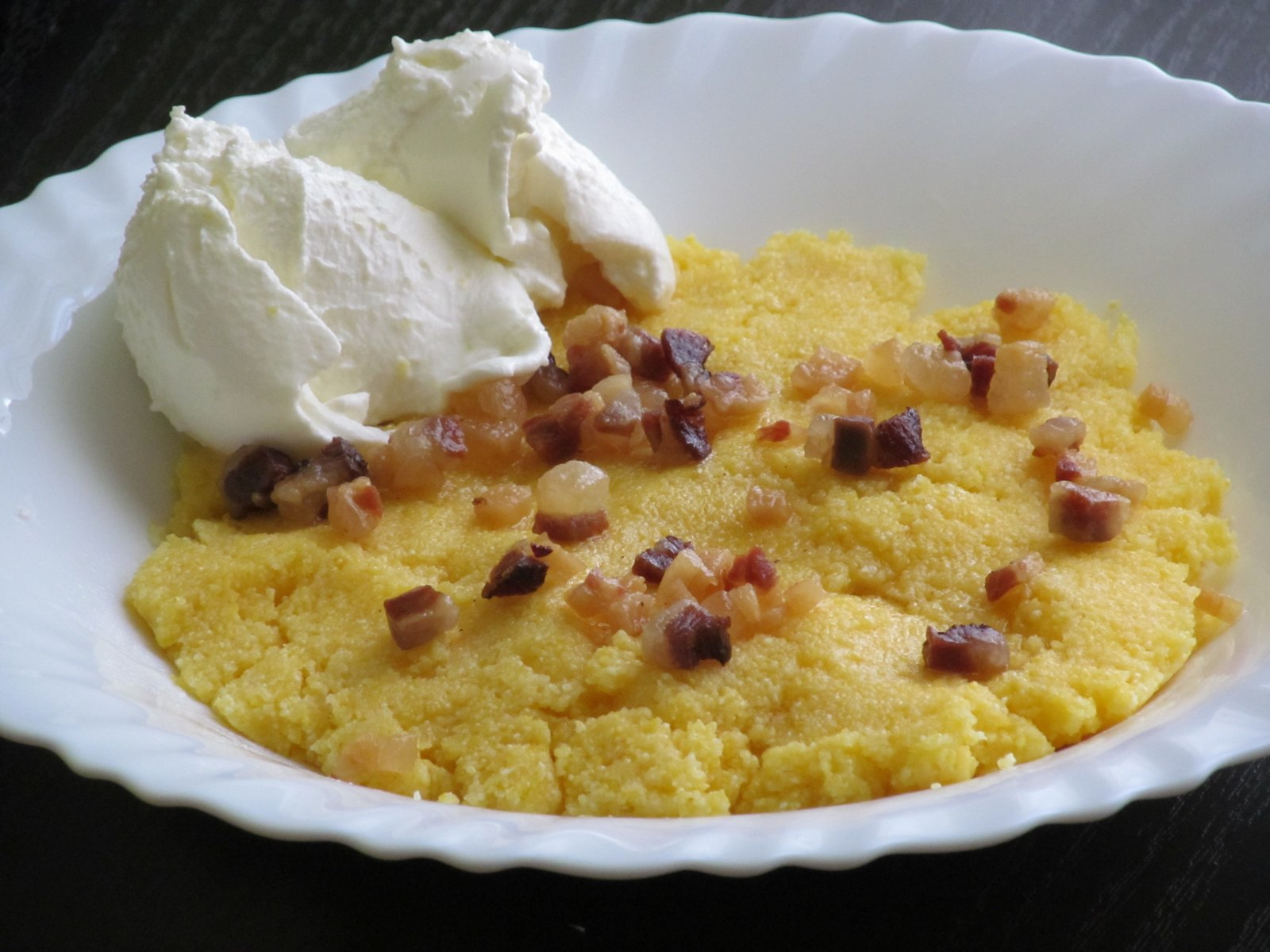
Cicvara

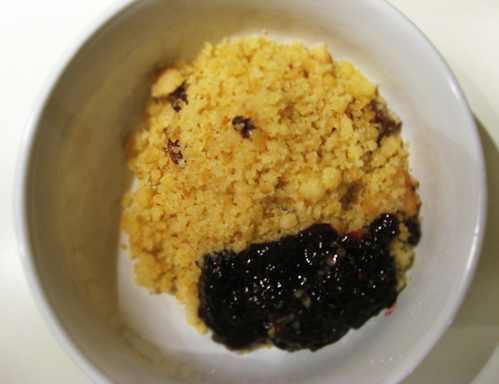
Császármorzsa lekvárral

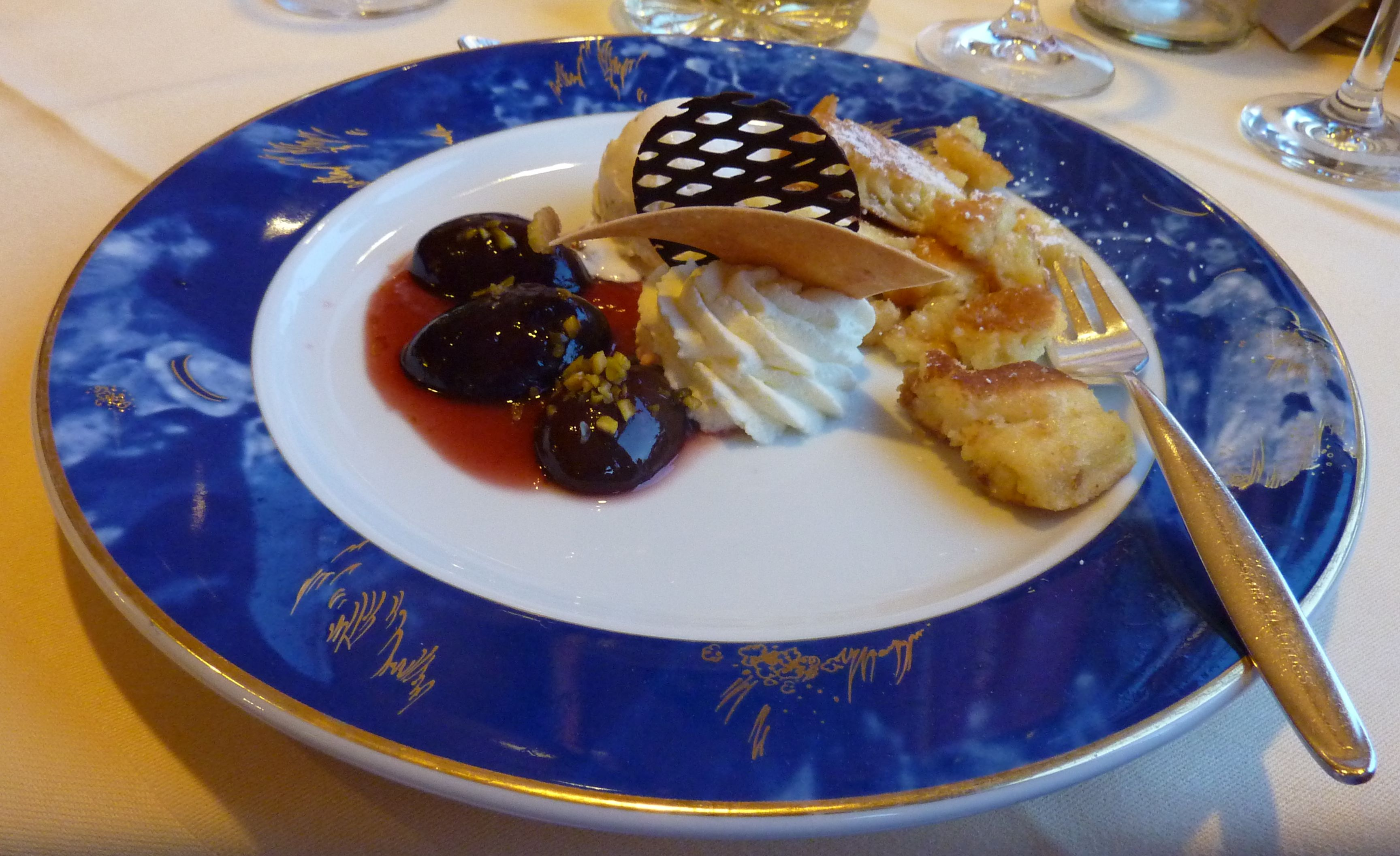
Kaiserschmarrn szilvával és fagylalttal

A császármorzsa vagy daramorzsa (más néven porozinkó, smarni vagy grízsmarni, németül Kaiserschmarrn) egy osztrák eredetű, zsírban sült tésztadesszert. A császármorzsa leginkább egy olyan palacsintatésztára emlékeztet, amelyet a serpenyőben, sütés közben összekevertek, ennek köszönhetően több, kisebb-nagyobb morzsából áll. A bécsi konyha egyik legismertebb édessége, amely a volt Osztrák–Magyar Monarchia országaiban a mai napig népszerű étel. Tálaláskor megszórják porcukorral és különféle lekvárokat, leggyakrabban baracklekvárt kínálnak mellé.

## Eredete
A császármorzsa eredetére két köznépi legendát ismerünk, az egyik szerint Erzsébet magyar királyné, azaz Sisi udvari szakácsa készítette először a császári pár számára, a másik szerint maga Ferenc József találmánya. Eredeti nevét (Kaiserschmarrn) valóban a császár után kapta, mely szó szerinti fordításban császármorzsát jelent.
Szegeden és környékén cicvara vagy csicsvara néven is emlegetik, mely a térségben közismert, hasonló módon készülő étel.

## Elkészítése
Az eredeti osztrák étel liszttel készül, és alapvetően egy palacsinta-szerű tészta az alapja.  Amikor búzadarával készítik, annak daramorzsa a neve. Vannak azonban, akik a kettő keverékével készítik, így a két étel és elnevezésük keveredik. Magyarországon liszt helyett inkább a búzadarával készült változat a népszerűbb.[forrás?]
Alapvető hozzávalói: liszt/dara, tojás, tej/tejszín, cukor, a pirításhoz valamilyen zsiradék (zsír, olaj, vaj). A tojások fehérjét és sárgáját szétválasztva, a tojássárgáját a tejjel/tejszínnel, a liszttel/darával és a cukorral csomómentesre kell keverni, és ebbe a keverékbe kell a kemény habbá vert tojásfehérjét óvatosan beleforgatni. Serpenyőben a forró zsiradékra öntve meg kell pirítani: amikor az alja aranysárgára pirult, meg kell fordítani és a másik oldalt is így megpirítani. Általában porcukorral meghintve, lekvárral fogyasztják. A keverékbe sokszor tesznek még vaníliás cukrot, rumot, mazsolát. Tepsiben sült változata is ismert.

## A szépirodalomban
Dániel Anna Hiányzik Szecső című ifjúsági regényének Kata nevű szereplője meghízott, mivel sok tésztát eszik, a regényben egyszer pl. porcukorral meghintett smarnit eszik sóhajtozva.